# Aprostocetus diversus
Aprostocetus diversus är en stekelart som först beskrevs av Förster 1841.  Aprostocetus diversus ingår i släktet Aprostocetus, och familjen finglanssteklar. Arten är reproducerande i Sverige.